# Korpsaari (ö i Norra Savolax)
Korpsaari är en ö i Finland. Den ligger i sjön Iisvesi, Virmasvesi och Rasvanki och i kommunen Tervo i den ekonomiska regionen  Inre Savolax ekonomiska region  och landskapet Norra Savolax, i den centrala delen av landet, 300 km norr om huvudstaden Helsingfors. Öns area är 12,4 hektar och dess största längd är 480 meter i sydöst-nordvästlig riktning.